# 拉沙佩勒沃佩尔泰涅
拉沙佩勒-沃佩尔泰涅（法語：La Chapelle-Vaupelteigne，法語發音：[la ʃapɛl vopɛltɛɲ]）是法国勃艮第-弗朗什-孔泰大区约讷省的一个市镇，位于该省东部，属于欧塞尔区。

## 地理
拉沙佩勒-沃佩尔泰涅（47°50'45"N, 3°45'56"E）面积5.04 平方千米，位于法国勃艮第-弗朗什-孔泰大區约讷省，该省份为法国中北部内陆省份，西接卢瓦雷省，西北接塞纳-马恩省，南至涅夫勒省，东临科多尔省，东北与奥布省接壤。
与拉沙佩勒-沃佩尔泰涅接壤的市镇（或旧市镇、城区）包括：维利、贝讷、沙布利、沙布利附近丰特奈、利尼奥雷勒、马利尼。
拉沙佩勒-沃佩尔泰涅的时区为UTC+01:00、UTC+02:00（夏令时）。

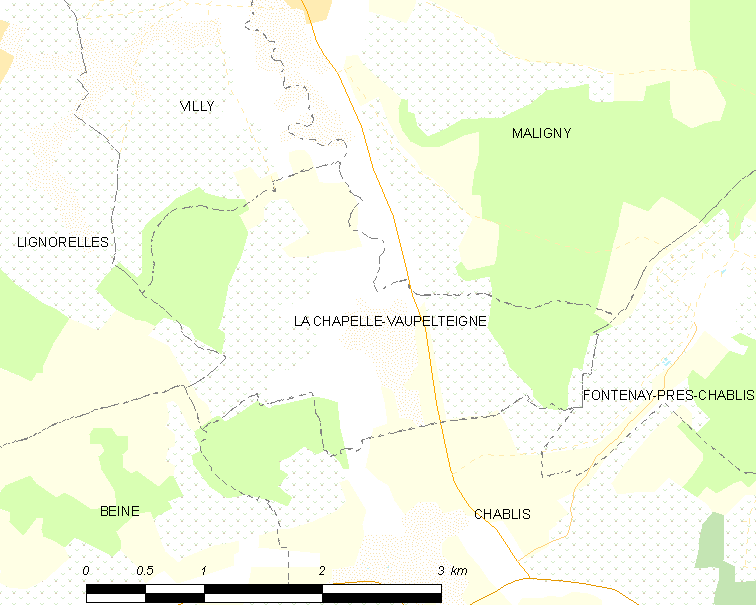
拉沙佩勒-沃佩尔泰涅的OSM定位图

## 行政
拉沙佩勒-沃佩尔泰涅的邮政编码为89800，INSEE市镇编码为89081。

## 政治
拉沙佩勒-沃佩尔泰涅所属的省级选区为沙布利县。

## 人口

1962-2008年间拉沙佩勒-沃佩尔泰涅人口变化图示

拉沙佩勒-沃佩尔泰涅于2022年1月1日时的人口数量为92人。